# Orgija
Orgija (lat. orgia; u smislu tajnog noćnog kultnog susreta) je u ranijim dobima označavao razne rituale na proslavama u kojem se konzumiranjem alkohola, igrom i seksualnim komunikacijama postiže stanje ushićenja, ekstaze i zanosa. Današnji smisao je uglavnom opis raskolašenog, neobuzdanog bahatog i razvratnog ponašanja, koje se u različitim socijalnim zajednicama na različite načine primjenjuje.
- grupni seks
- orgija nasilja
- neumjerenost